# Ermenonville-la-Petite
Ermenonville-la-Petite är en kommun i departementet Eure-et-Loir i regionen Centre-Val de Loire strax norr om centrala Frankrike. Kommunen ligger i kantonen Illiers-Combray som tillhör arrondissementet Chartres. År 2022 hade Ermenonville-la-Petite 189 invånare.

## Befolkningsutveckling
Antalet invånare i kommunen Ermenonville-la-Petite
Referens:INSEE